# Salix crataegifolia
Salix crataegifolia är en videväxtart som beskrevs av Antonio Bertoloni. Salix crataegifolia ingår i släktet viden, och familjen videväxter. Inga underarter finns listade i Catalogue of Life.